# 西方大電鱝
西方大電鱝（學名：Tetronarce occidentalis），又稱西方大電鰩，為軟骨魚綱電鰩目電鰩科大電鱝屬的一種，分布於西北大西洋美國東部海域，深度可達530公尺，本體長可達154公分，體重可達60公斤，棲息大陸棚沙泥底質水域，單獨活動，屬肉食性，在夜間捕食，體具有發電器官，用來防禦或捕食，卵胎生，生活習性不明。